# Pistolanjärvi
Pistolanjärvi är en avskiljd del av sjön Orivesi i Finland. Den utgör den sydligaste delen av sjön och ligger i Nyslott i landskapet Södra Savolax, i den sydöstra delen av landet, 300 km nordost om huvudstaden Helsingfors. Pistolanjärvi ligger 79 meter över havet.
Trakten ingår i den boreala klimatzonen. Årsmedeltemperaturen i trakten är 2 °C. Den varmaste månaden är augusti, då medeltemperaturen är 15 °C, och den kallaste är januari, med −15 °C.